# Digikoppeling
Digikoppeling is een set van standaarden voor elektronisch berichtenverkeer tussen overheidsorganisaties.  Het is een bouwsteen van de Nederlandse Overheid Referentie Architectuur (NORA) en onderdeel van de generieke digitale infrastructuur van de overheid (GDI). Tot 11 januari 2010 was de naam Overheidsservicebus (OSB). Deze standaard is ontwikkeld door Logius, de dienst digitale overheid van het ministerie van Binnenlandse Zaken en Koninkrijksrelaties, en goedgekeurd in 2007 door het College Standaardisatie. Het staat op de lijst met open standaarden voor 'pas toe of leg uit'.
Digikoppeling regelt net als een postbode niet de inhoud, maar de logistiek van zaken zoals:
- Wat is het adres waarnaar de serviceaanvraag verstuurd moet worden?
- Hoe weet de serviceaanbieder wie de aanvrager is?
- Hoe wordt de inhoud van een bericht beveiligd?
- Is het bericht goed afgeleverd?

Bij een gegevensstroom binnen de overheid wordt de inhoud (het bericht) bijvoorbeeld geregeld in Digilevering, maar de verpakking (de envelop) wordt geregeld in Digikoppeling. Het transport wordt vervolgens geregeld door bijvoorbeeld Diginetwerk of gaat over het internet.
Een bedrijf kan ook informatie, zoals een e-factuur (het bericht), aanleveren aan de overheid via Digipoort (het postkantoor). Digipoort zorgt er vervolgens voor dat de informatie o.b.v. Digikoppeling bij de juiste overheidsinstantie terechtkomt.

## Software
Het is op zich geen software product, maar om een Digikoppeling te maken moet een softwareleverancier aan de set van standaarden voldoen. Een van de standaarden zijn de drie koppelvlakken: DK WUS, DK ebMS en DK GB. DK staat voor Digikoppeling. WUS is een acroniem voor WSDL, UDDI en SOAP. WUS is voor de bevragingen (synchroon, request-response). ebMS is voor de meldingen (asynchroon, reliable). ebMS is een van de onderdelen van ebXML en staat voor 'ebXML Messaging Service'. DK GB is de standaard voor de uitwisseling van grote berichten. Digikoppeling is een point-to-point verbinding tussen serviceaanbieder en serviceaanvrager.
Logius stelde eerst  een lichte opensource gateway-oplossing ter beschikking, maar raadt dit nu toch af om mee in productie te gaan. Er zijn ook  opensourcesoftware en commerciële software die met de Digikoppeling standaarden overweg kunnen. Deze kunnen vervolgens als serviceaanbieder en/of serviceaanvrager ingezet worden.

## Randvoorwaarden
In het Digikoppeling Service Register kunnen dienstverleners hun diensten publiceren ten behoeve van de aanvragers. Om vervolgens als dienstverlener of aanvrager te kunnen fungeren is naast de software en toegang tot Diginetwerk of internet aan beide kanten ook een PKIoverheid certificaat nodig. Indien men kiest voor het ebMS protocol, dan moet er (als onderdeel van het protocol) in een XML-document ook een Collaboration Protocol Agreement (CPA) vastgelegd worden tussen beide partijen.

## OIN's
Bij het aanmelden op Digikoppeling moet de overheidsorganisatie in bezit zijn van een Organisatie-identificatienummer (OIN). 
Het OIN register geeft een overzicht van alle uitgegeven openbare Organisatie-identificatienummer. Elke (overheids)organisatie die digitaal zaken doet kan een uniek Organisatie-identificatienummer (OIN) krijgen. Het OIN is een uniek identificerend nummer dat gebruikt wordt in de digitale communicatie tussen overheden en andere organisaties.OIN's zijn te raadplegen in de openbare Centrale OIN Raadpleegvoorziening (COR).